# Dukuh Pakis
Dukuh Pakis is een bestuurslaag in het regentschap Soerabaja van de provincie Oost-Java, Indonesië. Dukuh Pakis telt 15.667 inwoners (volkstelling 2010).